# Myzomela jugularis
Papa-mel-de-peito-laranja ou suga-mel-de-peito-laranja (Myzomela jugularis) é uma espécie de ave da família Meliphagidae.
É endémica de Fiji.
Os seus habitats naturais são: florestas subtropicais ou tropicais húmidas de baixa altitude e florestas de mangal tropicais ou subtropicais.